# پیرگل (تفتان)
پیرگل یا پیرکله روستایی در دهستان گوهرکوه بخش گوهرکوه شهرستان تفتان استان سیستان و بلوچستان ایران است.

## جمعیت
بر پایه سرشماری عمومی نفوس و مسکن در سال ۱۳۹۵ جمعیت این روستا ۱۰۷ نفر (۳۷خانوار) بوده‌است.